# 帕朗根巴赫河
46°52′40″N 8°37′26″E / 46.877914°N 8.624004°E
帕朗根巴赫河是瑞士的河流，位於該國中部，流經烏里州，屬於羅伊斯河的左支流，處於烏里山地區，河道全長5.5公里，流域面積10.7平方公里。